# Abelici
Abelici (Abelonici, Abelonianie, Abelianie) – sekta wczesnochrześcijańska.
Powstała w IV w. w Afryce, w okolicach Hippony, nazywana tak od biblijnego Abla, który według nich, choć żonaty, miał zachowywać zupełną wstrzemięźliwość.
Jej członkowie, aczkolwiek żyli w małżeństwie, ślubowali bezdzietność, aby się ustrzec od grzechu pierworodnego oraz uniknąć spłodzenia przyszłych grzeszników. Wychowywali dzieci obce z warunkiem przyjmowania zasad sekty. Mimo to przez swych przeciwników oskarżani byli o "sprośny nierząd".